# Campeonato Mato-Grossense de Futebol de 2015
O Campeonato Mato-Grossense de Futebol de 2015 é a 72ª edição do torneiro realizado no estado de Mato Grosso e organizado pela Federação Mato-Grossense de Futebol. O campeonato começou no dia 1 de fevereiro do referido ano.

## Regulamento
O Campeonato Mato-Grossense de 2015 foi disputado em 4 fases. Na primeira fase, as 10 equipes foram distribuídas em 2 grupos regionalizados, todas jogando entre si, em turno e returno, dentro do respectivo grupo. O grupo A contou com: CEOV, Luverdense, Mixto, Poconé e Sinop. O grupo B contou com: Cacerense, Cuiabá, Dom Bosco, Rondonópolis e União Rondonópolis. Os três primeiros classificam-se para a segunda fase. Inicialmente, o último colocado de cada grupo seria rebaixado, o que não ocorreu.
Na segunda fase, os seis times dividiram-se novamente em dois grupos e se enfrentam em turno e returno, mas de forma cruzada - os times de um grupo jogam contra os do outro. O grupo C foi formado pelos 3 classificados do Grupo A, já os do Grupo D pelos classificados do Grupo B. Avançam para as semifinais os quatro melhores da segunda fase, independente do grupo em que estiverem.
Em caso de igualdade na pontuação, são critérios de desempate nas fases de pontos corridos:
- 1) mais vitórias;
- 2) melhor saldo de gols;
- 3) mais gols pró;
- 4) confronto direto;
- 5) sorteio.

Semifinal e final serão disputadas em mata-mata com jogos de ida e volta. No caso de empate em pontos, vale o saldo de gols e, persistindo a igualdade, a decisão de vaga ou título vai para a disputa de pênaltis. O vencedor e o perdedor da final serão consagrados campeão e vice Mato-Grossense de Futebol de 2015, além de ganhar vaga na Copa do Brasil de 2016 e vaga na Série D de 2015.

## Equipes participantes
| Equipe             | Cidade             | Estádio          | Capacidade | Títulos (mais recente) |
| ------------------ | ------------------ | ---------------- | ---------- | ---------------------- |
| Cacerense          | Cáceres            | Geraldão         | 6 500      | 1 (2007)               |
| Cuiabá             | Cuiabá             | Arena Pantanal   | 44 000     | 5 (2014)               |
| Dom Bosco          | Cuiabá             | Arena Pantanal   | 44 000     | 5 (1991)               |
| Luverdense         | Lucas do Rio Verde | Passo das Emas   | 5 000      | 2 (2012)               |
| Mixto              | Cuiabá             | Arena Pantanal   | 44 000     | 23 (2008)              |
| Operário CEOV      | Várzea Grande      | Arena Pantanal   | 44 000     | 10 (1994)              |
| Poconé             | Poconé             | Neco Falcão      | 2 000      | 0 (não possui)         |
| Rondonópolis       | Rondonópolis       | Caldeirão        | 18 000     | 0 (não possui)         |
| Sinop              | Sinop              | Gigante do Norte | 13 000     | 3 (1999)               |
| União Rondonópolis | Rondonópolis       | Caldeirão        | 18 000     | 1 (2010)               |

## Classificação

### Grupo A
| 1 | Operário VG | 13 | 8 | 4 | 1 | 3 | 12 | 10 | 2  | 54,2 |
| 2 | Poconé      | 12 | 8 | 4 | 0 | 4 | 13 | 12 | 1  | 50,0 |
| 3 | Luverdense  | 9  | 8 | 2 | 3 | 3 | 7  | 8  | -1 | 37,5 |
| 4 | Mixto       | 9  | 8 | 2 | 3 | 3 | 9  | 11 | -2 | 37,5 |
| 5 | Sinop       | 8  | 8 | 3 | 3 | 2 | 8  | 8  | 0  | 50,0 |

- Sinop perdeu quatro pontos por escalação irregular de três jogadores no empate por 1 a 1 com o Luverdense, na 1ª rodada.[4]

### Grupo B
| 1 | Cuiabá             | 18 | 8 | 5 | 3 | 0 | 10 | 1  | 9  | 75,0 |
| 2 | Dom Bosco          | 10 | 8 | 3 | 1 | 4 | 8  | 10 | -2 | 41,7 |
| 3 | Rondonópolis       | 9  | 8 | 2 | 3 | 3 | 10 | 8  | 2  | 37,5 |
| 4 | Cacerense          | 0  | 8 | 2 | 2 | 4 | 10 | 17 | -7 | 33,3 |
| 5 | União Rondonópolis | -7 | 8 | 2 | 3 | 3 | 9  | 11 | -2 | 37,5 |

- União Rondonópolis perdeu seis pontos por escalação irregular de 10 jogadores na vitória por 3 a 2 sobre o Rondonópolis, na 1ª rodada.[5]
- Cacerense perdeu oito pontos por escalação irregular de três jogadores, nas partidas contra o Rondonópolis e União (2ª e 3ª rodadas).[6]
- União Rondonópolis perdeu mais 10 pontos por escalação irregular de três atletas.[7]

### Grupo C
| 1 | Luverdense  | 14 | 6 | 4 | 2 | 0 | 10 | 6  | 4  | 77,8 |
| 2 | Operário VG | 9  | 6 | 3 | 0 | 3 | 5  | 6  | -1 | 50,0 |
| 3 | Poconé      | 1  | 6 | 0 | 1 | 5 | 5  | 11 | -6 | 5,6  |

### Grupo D
| 1 | Cuiabá       | 12 | 6 | 4 | 0 | 2 | 10 | 7 | 3  | 66,7 |
| 2 | Rondonópolis | 10 | 6 | 3 | 1 | 2 | 9  | 7 | 2  | 55,6 |
| 3 | Dom Bosco    | 5  | 6 | 1 | 2 | 3 | 4  | 6 | -2 | 27,8 |

## Classificação Geral
| 1 | Luverdense   | 14 | 6 | 4 | 2 | 0 | 10 | 7  | 3  | 77,8 |
| 2 | Cuiabá       | 12 | 6 | 4 | 0 | 2 | 10 | 7  | 3  | 66,7 |
| 3 | Rondonópolis | 10 | 6 | 3 | 1 | 2 | 9  | 7  | 2  | 55,6 |
| 4 | Operário VG  | 9  | 6 | 3 | 0 | 3 | 5  | 6  | -1 | 50,0 |
| 5 | Dom Bosco    | 5  | 6 | 1 | 2 | 3 | 4  | 6  | -2 | 27,8 |
| 6 | Poconé       | 1  | 6 | 0 | 1 | 5 | 5  | 11 | -6 | 5,6  |

## Fase Final
|  | Semifinais   | Semifinais | Semifinais | Semifinais |   |             | Final | Final | Final | Final |
|  |              |            |            |            |   |             |       |       |       |       |
|  | Luverdense   | 2          | 1          | 3 (4)      |   |             |       |       |       |       |
|  | Operário VG  | 1          | 2          | 3 (5)      |   |             |       |       |       |       |
|  | Operário VG  | 1          | 2          | 3 (5)      |   | Operário VG | 0     | 1     | 1     |       |
|  |              |            |            |            |   | Operário VG | 0     | 1     | 1     |       |
|  |              | Cuiabá     | 1          | 1          | 2 |             |       |       |       |       |
|  | Cuiabá       | Cuiabá     | 1          | 1          | 2 | 2           | 3     | 5     |       |       |
|  | Cuiabá       |            |            |            |   | 2           | 3     | 5     |       |       |
|  | Rondonópolis | 0          | 0          | 0          |   |             |       |       |       |       |

## Premiação
| Campeonato Mato-Grossense de 2015        |
| ---------------------------------------- |
| Cuiabá Esporte Clube Campeão (6º título) |

## Classificação Final
- Sinop perdeu quatro pontos por escalação irregular de três jogadores no empate por 1 a 1 com o Luverdense, na 1ª rodada.[4]
- União Rondonópolis perdeu seis pontos por escalação irregular de 10 jogadores na vitória por 3 a 2 sobre o Rondonópolis, na 1ª rodada.[5]
- Cacerense perdeu oito pontos por escalação irregular de três jogadores, nas partidas contra o Rondonópolis e União (2ª e 3ª rodadas).[6]
- União Rondonópolis perdeu mais 10 pontos por escalação irregular de três atletas.[7]
- Não houve rebaixamento nessa edição.[2]